# Caralluma stalagmifera
Caralluma stalagmifera är en oleanderväxtart som beskrevs av C. E. C. Fischer. Caralluma stalagmifera ingår i släktet Caralluma och familjen oleanderväxter.

## Underarter
Arten delas in i följande underarter:
- C. s. intermedia
- C. s. longipetala